# 舒伊 (巴西)
舒伊是巴西南大河州的一个市镇。总面积203.201平方公里，总人口5278人，人口密度26人/平方公里。